# Sân bay Aurillac
Sân bay Aurillac tiếng Pháp: Aéroport d'Aurillac (IATA: AUR, ICAO: LFLW) là một sân bay located 3 km về phía tây nam của Aurillac, một xã thuộc tỉnh Cantal trong vùng Auvergne-Rhône-Alpes của Pháp.

## Các hãng hàng không và tuyến bay
- Airlinair (Paris)